# Важа (озеро)
Важа (бел. Важа) — озеро в Миорском районе Витебской области Белоруссии в бассейне реки Вята. Входит в Обстерновскую группу озёр.
Важа находится в 12 км к юго-западу от Миор и в 3 км к югу от деревни Перебродье. На берегу озера расположена деревня Мурашки.

## Описание
Озеро эвтрофное, подпрудного типа. Южные и юго-западные склоны котловины озера имеют высоту 8-10 м, местами достигая 17 м. Склоны покрыты лесом, на севере и северо-западе склоны распаханы. На северо-востоке к озеру примыкает обширный болотный массив Болото Мох. Мелководье песчаное, протяжённое. Дно илистое и сапропелистое. Берега озера на севере и западе абразионные. Зарастает до глубины 2 м на расстояние от 15 до 100 м от берега.
Озеро соединено с озером Обстерно протоком, ширина которого составляет 200 м. Имеет 2 острова, общей площадью 0,01 км².

## Животный и растительный мир
В озере обитают лещ, щука, плотва, линь, краснопёрка, окунь и другая рыба. Производится промысловый лов рыбы, а также организовано платное любительское рыболовство.
Окрестные леса богаты черникой, брусникой, клюквой, дикорастущей ежевикой, а также грибами.